# Leptogenys intricata
Leptogenys intricata är en myrart som beskrevs av Hugo Viehmeyer 1924. Leptogenys intricata ingår i släktet Leptogenys och familjen myror. Inga underarter finns listade i Catalogue of Life.